# Bad Boys 2
Pour les articles homonymes, voir Bad Boys.
Série Bad Boys
Bad Boys
(1995) Bad Boys for Life
(2020)
Pour plus de détails, voir Fiche technique et Distribution.
Bad Boys II ou Mauvais Garçons II au Québec (Bad Boys II) est un film américain réalisé par Michael Bay et sorti en 2003. Deuxième volet de la série homonyme, il fait suite à Bad Boys : Flics de choc du même réalisateur (1995).
Il est suivi par Bad Boys for Life et Bad Boys: Ride or Die, ainsi que par la série télévisée Los Angeles : Bad Girls, spin-off centré sur le personnage de Syd Burnett.

## Synopsis
Johnny Tapia est un puissant baron de la drogue à Miami. Il fait circuler ses pilules d'ecstasy dans les boîtes les plus branchées, dirigées par les Russes et sur lesquelles il souhaite avoir la main.
Depuis leur dernière enquête, Mike Lowrey et Marcus Burnett accomplissent des missions sans histoire, jusqu'au jour ou Mike tire accidentellement dans le postérieur de Marcus. Ce dernier ressent de l'humiliation et de la gêne à continuer à faire équipe avec un homme qu'il commence à juger irresponsable et immature. Il prend donc la décision de se faire muter. En attendant, Marcus reçoit la visite de sa sœur Syd. Celle-ci est en fait un agent de la DEA, à Miami pour coincer Johnny Tapia en jouant les agents doubles dans une opération de blanchiment d'argent.
Après une course-poursuite à laquelle Marcus et Mike se retrouvent accidentellement mêlés, Marcus découvre la vérité sur sa sœur et décide donc de l'aider afin de venir à bout de Johnny Tapia, connu pour être intouchable par la justice. Mais l'amitié des deux hommes pourrait bien être compromise davantage lorsque Marcus découvre la liaison entre Mike et Syd.

## Fiche technique
Sauf indication contraire, les informations mentionnées dans cette section peuvent être confirmées par la base de données cinématographiques IMDb,  présente dans la section « Liens externes ».
- Titre original et français : Bad Boys II
- Titre québécois : Mauvais Garçons II
- Réalisation : Michael Bay
- Scénario : Ron Shelton, Jerry Stahl, John Lee Hancock et Todd Robinson[1], d'après une histoire de Marianne Wibberley, Cormac Wibberley et Ron Shelton, d'après les personnages créés par George Gallo
- Musique : Trevor Rabin
- Direction artistique : J. Mark Harrington, David Lazan et Brad Ricker
- Décors : Dominic Watkins et Jennifer Williams
- Costumes : Deborah Lynn Scott et Carol Ramsey
- Photographie : Amir Mokri, David Lazan et Brad Ricker[1]
- Son : Kevin O'Connell, Greg P. Russell, Mark Weber
- Montage : Roger Barton, Mark Goldblatt et Tom Muldoon
- Production : Jerry Bruckheimer

Producteurs délégués : Chad Oman, Mike Stenson et Barry H. Waldman
Producteurs associés : Matthew Cohan, Don Ferrarone et Pat Sandston
- Sociétés de production[2] : Columbia Pictures et Don Simpson/Jerry Bruckheimer Films
- Sociétés de distribution[2] : Columbia Pictures et Columbia TriStar
- Budget : 130 millions de dollars[3] / 175 millions de dollars[4]
- Pays de production :  États-Unis
- Langues originales : anglais, espagnol, russe
- Format[5] : couleur (Technicolor) - 35 mm - 2,39:1 (Cinémascope) - son DTS | Dolby Digital | SDDS
- Genre : comédie policière, action
- Durée : 147 minutes
- Dates de sortie[6] : 
  - États-Unis et Canada : 18 juillet 2003
  - Belgique et Suisse romande : 8 octobre 2003
  - France : 15 octobre 2003
- Classification[7] :
  -  États-Unis : R – Restricted (Les enfants de moins de 17 ans doivent être accompagnés d'un adulte)
    - TV-14 (Ce programme contient des éléments que les parents peuvent considérer inappropriés pour les enfants âgés de moins de 14 ans).

  -  France : Tous publics avec avertissement (visa d'exploitation no 107809 délivré le 29 octobre 2003)[8]
    -  Déconseillé aux moins de 10 ans à la télévision.
    -  Déconseillé aux moins de 12 ans lors de la diffusion le 27 juin 2005 sur Canal+[9].

## Distribution
- Will Smith (VF : Greg Germain ; VQ : Jacques Lavallée) : l'inspecteur Mike Lowrey
- Martin Lawrence (VF : Lucien Jean-Baptiste ; VQ : Benoît Rousseau) : l'inspecteur Marcus Burnett
- Jordi Mollà (VF : Jo Camacho ; VQ : Luis de Cespedes) : Hector Juan Carlos « Johnny » Tapia
- Gabrielle Union (VF : Annie Milon ; VQ : Camille Cyr-Desmarais) : l'agent spécial Sydney "Syd" Burnett
- Peter Stormare (VF : Mikhaïl Polichtchouk ; VQ : Manuel Tadros) : Alexei
- Theresa Randle (VF : Magali Berdy ; VQ : Johanne Léveillé) : Theresa Burnett
- Joe Pantoliano (VF : Pierre-François Pistorio ; VQ : Jean-Luc Montminy) : le capitaine Conrad Howard (Chef du TNT, Unité anti-narcotiques)
- Michael Shannon (VF : Patrick Mancini ; VQ : Gilbert Lachance) : Floyd Poteet
- Otto Sanchez (VQ : Sébastien Dhavernas) : Carlos
- Yul Vazquez (VQ : Antoine Durand) : l'inspecteur Matteo Reyes (Membre du TNT)
- Jason Manuel Olazabal (VQ : Denis Roy) : l'inspecteur Marco Vargas (Membre du TNT)
- Antoni Corone (VF : Philippe Catoire ; VQ : Mario Desmarais) : l'agent de la DEA Tony Dodd
- Tim Powell (VF : Gérard Darier) : l'agent de la DEA Jack Snell
- Jon Seda (VQ : Benoît Éthier) : Roberto
- Oleg Taktarov : Josef Kuninskavich
- Treva Etienne : « Pic à glace »
- Kiko Ellsworth : « le rasta blond »
- Dave Corey (VF : Boris Rehlinger) : l'agent spécial du FBI Eames
- Mason Rock Bay : le mastiff de Syd
- Henry Rollins (VQ : Pierre Auger) : (Membre du TNT)
- Sharon Wilkins (VF : Émilie Benoît) : la femme en colère au magasin de télévisions
- Nancy Duerr (VF : Marie-Martine ; VQ : Lisette Dufour) : le psy de Marcus
- Ivelin Giro (VF : Ethel Houbiers) : le psy de Mike
- Dan Marino : lui-même
- Michael Bay : le conducteur de la voiture que Mike refuse de réquisitionner
- Megan Fox : la jeune fille en bikini qui danse sous la cascade (non créditée)

Source et légende : Version française (VF) sur AlloDoublage et Version québécoise (VQ) sur Doublage Québec

## Production

### Genèse et développement
Jerry Bruckheimer, déjà producteur du premier film, raconte l'enthousiasme qui a entouré ces retrouvailles : « Toute l'équipe rêvait de se retrouver, de replonger dans l'univers que Martin et Will avaient fait naître. Mais les emplois du temps étaient surchargés. À chaque fois que l'on se croisait, on parlait du projet mais toujours pour le repousser ».
Pour préparer le film et les personnages, Michael Bay s'est d'ailleurs entouré de conseillers expérimentés parmi lesquels Harry Humphries, qui avait déjà été consultant sur Rock, et William Erfurth, ancien responsable de l'unité de lutte contre les drogues à Miami. Les acteurs se sont entraînés au maniement des armes et aux procédures des services de lutte contre les trafiquants de drogue.

### Attribution des rôles
Gene Gabriel a auditionné pour le rôle de Johnny Tapia.

### Tournage
Le tournage a duré plus de quatre mois. Il a lieu principalement à Miami, mais également à Porto Rico. Un village a notamment été entièrement construit pour les besoins du film dans la capitale San Juan. D'autres scènes ont été tournées à Manatí et Arecibo. Une séquence est par ailleurs tournée dans le port d'Amsterdam.

## Bande originale
Bandes originales de Bad Boys
Bad Boys
(1995) Bad Boys for Life
(2020)
Liste des titres
1. Intro (Martin Lawrence, Will Smith) - 0:12
2. Show Me Your Soul (P. Diddy, Lenny Kravitz, Pharrell Williams, Loon) - 5:20
3. La-La-La (Excuse Me Miss Again) (Jay-Z) - 3:54
4. Shake Ya Tailfeather (Nelly, P. Diddy, Murphy Lee) - 4:53
5. Girl I'm a Bad Boy (Fat Joe, P. Diddy, Dre) - 3:22
6. Keep Giving Your Love to Me (Beyoncé) - 3:08
7. Realest Niggas (The Notorious B.I.G., 50 Cent, Eminem) - 5:18
8. Flipside (Freeway) - 3:55
9. Gangsta Shit (Snoop Dogg, Loon) - 4:31
10. Pretty Girl Bullshit (Mario Winans, Foxy Brown) - 4:22
11. Model (interlude) (Martin Lawrence) - 0:04
12. Love Don't Love Me (Justin Timberlake) - 4:21
13. Relax Your Mind (Loon) - 4:15
14. Didn't Mean (Mary J. Blige) - 3:44
15. God Sent You (interlude) (Martin Lawrence, Will Smith) - 0:15
16. Why (Da Band) - 4:38
17. Shot You (Interlude) (Martin Lawrence, Will Smith) - 0:06
18. Wanna Be A G's (M.O.P., Sherita Lynch) - 4:38

## Accueil

### Accueil critique
Aux États-Unis, le film a reçu un accueil critique généralement défavorable. Sur Internet Movie Database, il obtient un score de 6,6⁄10 sur la base de 226 819 critiques. Sur Metacritic, il obtient un score défavorable de la presse 38⁄100 sur la base de 34 critiques ainsi qu'un score défavorable du public 4,2⁄10 basé sur 528 évaluations. Sur l'agrégateur américain Rotten Tomatoes, il a également reçu un accueil critique très défavorable, recueillant 23 % de critiques positives, avec une moyenne de 4,08⁄10 sur la base de 42 critiques positives et 143 négatives.
En France, le film a reçu un accueil critique défavorable. Sur Allociné, il obtient une moyenne de 2,3⁄5 sur la base 10 critiques de la part de la presse .

### Box-office
Le film se classe 18e du box-office français de 2003 et 11e au box-office nord-américain.
| Pays ou région            | Box-office                                     | Date d'arrêt du box-office | Nombre de semaines |
| ------------------------- | ---------------------------------------------- | -------------------------- | ------------------ |
| États-Unis (1er week-end) | 46 522 560 $                                   | du 18 au 20 juillet 2003   | -                  |
| États-Unis                | 138 608 444 $ 22 792 000 entrées               | 20 novembre 2003           | 18                 |
| France Paris              | 12 760 509 $ 1 942 671 entrées 399 346 entrées | 2 décembre 2003            | 7                  |
| Total hors États-Unis     | 134 731 112 $                                  | 20 novembre 2003           | 18                 |
| Total mondial             | 273 339 556 $                                  | 20 novembre 2003           | 18                 |

## Distinctions
Entre 2003 et 2004, Bad Boys II a été sélectionné 18 fois dans diverses catégories et a remporté 5 récompenses.
| Année | Festivals de cinéma                                                | Catégorie / Récompense                                                     | Nommé(es) / Lauréat(es) | Nommé(es) / Lauréat(es) |
| ----- | ------------------------------------------------------------------ | -------------------------------------------------------------------------- | --- | ----------------------- |
| 2003  | Golden Trailer Awards                                              | Meilleur film d’action                                                     | - | Nomination              |
| 2003  | The Stinkers Bad Movie Awards                                      | Stinker Award de la pire suite                                             | - | Lauréat                 |
| 2003  | The Stinkers Bad Movie Awards                                      | Partition musicale la plus intrusive                                       | Trevor Rabin | Nomination              |
| 2004  | Academy of Science Fiction, Fantasy & Horror Films - Saturn Awards | Prix spécial - Cinescape Genre Face of the Future Award                    | Gabrielle Union | Nomination              |
| 2004  | BET Awards                                                         | Meilleure actrice                                                          | Gabrielle Union | Nomination              |
| 2004  | Black Reel Awards                                                  | Meilleure bande originale de film                                          | - | Nomination              |
| 2004  | BMI Film and TV Awards                                             | Prix BMI de la meilleure musique de film                                   | Trevor Rabin | Lauréat                 |
| 2004  | NAACP Image Awards                                                 | Film exceptionnel                                                          | - | Nomination              |
| 2004  | NAACP Image Awards                                                 | Meilleur acteur dans un film                                               | Will Smith | Nomination              |
| 2004  | NAACP Image Awards                                                 | Meilleure actrice de second rôle dans un film                              | Gabrielle Union | Nomination              |
| 2004  | MTV Movie & TV Awards                                              | Meilleure équipe à l'écran                                                 | Will Smith et Martin Lawrence | Nomination              |
| 2004  | MTV Movie & TV Awards                                              | Meilleure scène d'action                                                   | pour la poursuite des autoroutes intercôtières                                                                                                  | Nomination              |
| 2004  | NRJ Ciné Awards                                                    | NRJ Ciné Award du meilleur film de copain                                  | Will Smith et Martin Lawrence | Lauréat                 |
| 2004  | Visual Effects Society                                             | Meilleurs effets visuels secondaires dans un film                          | Robert Legato, Carey Villegas, David Taritero et Layne Friedman                                                                                 | Nomination              |
| 2004  | Taurus World Stunt Awards                                          | Taurus Award du meilleur travail avec un véhicule                          | Henry Kingi, Jophery C. Brown, Gilbert B. Combs, Richard Epper, Andy Gill, Jack Gill, Steve Kelso, Bennie Moore, Steve Picerni, Charlie Picerni | Lauréat                 |
| 2004  | Taurus World Stunt Awards                                          | Taurus Award de la meilleure coordination de cascades dans un long métrage | Spiro Razatos, Andy Gill et Steve Picerni | Lauréat                 |
| 2004  | Taurus World Stunt Awards                                          | Meilleur travail de cascadeurs                                             | Jeff Cadiente, Henry Kingi Jr., Dustin Meier et Denney Pierce                                                                                   | Nomination              |
| 2004  | Taurus World Stunt Awards                                          | Meilleur travail avec un véhicule                                          | Henry Kingi et Steve Picerni | Nomination              |

## Adaptation
Bad Boys 2 a été adapté sous le même nom en un jeu vidéo sorti sur Windows, GameCube, PlayStation 2 et Xbox.